# Svitavsko jezero
Svitavsko jezero je umjetno jezero nastalo izgradnjom hidroelektrane Čapljina 1979. čiji je donji kompenzacijski bazen. Nalazi se kod mjesta Svitave u Bosni i Hercegovini. Površina jezera je 1000 ha, a zapremina 44.000.000 m3. Najveća dubina jezera zimi i u rano proljeće je 8-10 m, a u ljetnim mjesecima 6 m. Većim dijelom dno je prekriveno algama i vodenim biljkama. Temperatura vode kreće se od 8 °C zimi do 23 °C ljeti. S rijekom Neretvom spaja ga rječica Krupa. Dio je parka prirode Hutovo blato.

## Vanjske poveznice
|  | Zajednički poslužitelj ima još gradiva o temi Svitavsko jezero |

- Osobna iskaznica parka prirode "Hutovo blato"  Arhivirana inačica izvorne stranice od 5. ožujka 2016. (Wayback Machine) Pristupljeno 29. listopada 2013.